# Artek Elektronika
Artek Elektronika, ros. Артек Электроника – rosyjska grupa muzyczna indierockowa, dream popowa i sovietwave założona w Moskwie w 2015.

## Historia
Datą założenia zespołu jest 7 czerwca 2015, kiedy to ukazał się pierwszy album Последний день в СССР (trl. Posliednyj dień w SSSR).
W wywiadzie przeprowadzonym dla The Guardian, założyciele zespołu, Alieksandr Kołupajew i Erika Kisieliowa przyznali, że pociągał ich idealizm radzieckiej retoryki, mimo że o ZSRR wiedzą tylko z książek oraz wspomnień rodziców i dziadków:
Chcieliśmy tylko przekazać emocje tamtych czasów, kiedy ludzie wierzyli, mieli nadzieję, kiedy myśleli globalnie.
6 września 2015 ukazał się drugi album Стать Великим Человеком (trl. Stat' Wielikim Czelowiekom), który wpasowywał się nadal w tematykę radzieckiej przeszłości.
Prawie rok później, w sierpniu 2016, ukazał się album Атланты (trl. Atlanty).

## Styl
Artek Elektronika jest grupą, która tworzy muzykę z podgatunku sovietwave, podobnie jak Majak. Jednak na dwóch początkowych albumach Artek Elektronika stosowała również elementy dream popu. W przyszłych albumach grupy podgatunek ten będzie jeszcze bardziej widoczny, a echa radzieckiej przeszłości w kompozycjach zespołu będą ograniczone do minimum. Już w albumie Атланты zamiast "radzieckich" kompozycji dominowały piosenki o miejscu człowieka we wszechświecie i jego drodze do gwiazd. W przyszłości motywem przewodnim dla zespołu będzie przestrzeń kosmiczna.
Komentarz zespołu na temat idei piosenek:
Chcemy, aby ludzie nie siedzieli na portalach społecznościowych, ale spędzali więcej czasu na dążeniu do celu. Chcielibyśmy być łykiem motywacji dla naszych słuchaczy i być może okazją do tego, aby marzenie z dzieciństwa mogło się spełnić w najbliższej przyszłości.

## Członkowie
- Alieksandr Kołupajew — współzałożyciel, autor kompozycji, gitara, syntezator
- Elmira Timierbajewa — wokal
- Erika Kisieliowa — współzałożyciel, instrumenty klawiszowe
- Alieksandr Bychowskij — perkusja
- Pawieł Smietana — gitara basowa
- Aliesja Nariwonczik — instrumenty klawiszowe

### Byli członkowie
- Olga Żurawliowa - wokal, syntezator, gitara (2015 - 2017)

## Dyskografia

### Albumy
- 2015 — Последний день в СССР
- 2015 — Стать Великим Человеком
- 2016 — Атланты

### Single
- 2016 — Сейчас (feat. AIST)
- 2017 — Путь по звёздам (feat. Протон-4)
- 2017 — Новый Дивный Мир
- 2018 — Последний Человек
- 2018 — Прощай Моя Планета
- 2019 — Эти Города

### Mini-albumy
- 2015 — Наши города (feat. AloePole)
- 2015 — Звезды Над Нашими Флагами (feat. Natasza Dienisowa)
- 2016 — Артемида (feat. Giera Stolicyna)
- 2017 — Песни о Разлуках и о Мечтах
- 2018 — Дети Вселенной (feat. lublue)
- 2018 — Эти Города
- 2019 — Фаталист